# Annunciatore
L'annunciatore o speaker, nel linguaggio radiotelevisivo, è una persona che ha il compito di annunciare l'inizio o la fine di una trasmissione e parte del palinsesto, chi legge un notiziario radiofonico (giornale radio) e altri comunicati a carattere informativo o commerciale. Chi “conduce “ un telegiornale invece non legge e non “annuncia” notizie ma le elabora e presenta i vari servizi spesso senza “gobbo” (monitor davanti) e si chiama giornalista non annunciatore.  
Anche se il termine speaker ha una più vasta gamma di significati, dato che comprende lettori, portavoce o anche, nel mondo anglofono, figure istituzionali (come i presidenti delle camere del Parlamento britannico), nell'uso comune i due termini sono da considerarsi sinonimi.

## Gli annunciatori radio-televisivi italiani
In Italia gli speaker più conosciuti sono stati gli annunciatori della radio nazionale e successivamente della televisione di stato (Rai).
Inizialmente erano scelti tra i fini dicitori, privi di inflessioni dialettali e particolarmente dotati di un timbro vocale chiaro e ufficiale.

### Gli annunciatori storici

Vittorio Cramer nel 1955

Fra i più celebri: Maria Luisa Boncompagni, Corrado Mantoni, prima di diventare popolare come presentatore, che annunciò, in diretta radio, la fine della seconda guerra mondiale (1945). E inoltre gli attori Carlo Romano (doppiatore di Jerry Lewis), Arnoldo Foà e Aldo Giuffré. Annunciatori di prestigio in quegli anni erano anche Guido Notari, Vittorio Cramer, Titta Arista (dette l'annuncio dell'armistizio), Clinio Ferrucci, Francesco Sormano, Emanuele Urban, Michele Sisto. Più avanti arrivarono Paolo Pacetti, Antonello Muroni, Antonello Picciau, Marinella Picchi, Nico Rienzi, Gigi Ortuso (per anni lettore della popolare trasmissione radiofonica Il Discobolo), Roberto Rizzi, Federico Neri, Paolo D'Ovidio, Carlo Rocchi, Antonio Piserchia, Sergio Matteucci, Alessandra Bessone, Paola Tuccimei, Ruggero Radetti, Renata Rugini, Giulio Del Sere voce storica di radio Firenze dal dopoguerra agli anni 80.
Il primo annunciatore televisivo, lettore del Telegiornale almeno fino al 1959 fu Riccardo Paladini. Seguirono: Edilio Tarantino, Marco Raviart, Luigi Carrai, Gianni Rossi ed Enza Sampò. I lettori dei telegiornali sportivi, con sede a Milano, erano Alfredo Danti, Luigi "Gino" Capponi, Renato Brasili,  Bruno Talamonti e Mario Malagamba. I nomi degli annunciatori non sono noti perché la caratteristica, che differenziava i giornalisti da loro, stava nell'anonimato degli annunciatori che, non appartenendo alla redazione giornalistica, non firmavano i testi che leggevano.
Un capitolo diverso è quello riguardante le annunciatrici TV, definite le "Signorine buonasera". Dopo Lidia Pasqualini, si sono alternate Olga Zonca, Fulvia Colombo, Marisa Borroni, Nicoletta Orsomando, Maria Teresa Ruta, Gabriella Farinon, Mariolina Cannuli, Anna Maria Gambineri, Nives Zegna, Rosanna Vaudetti, Maria Grazia Picchetti, Aba Cercato, Maria Giovanna Elmi, Paola Perissi, Roberta Giusti, Marina Morgan, Beatrice Cori, Peppi Franzelin, Maria Brivio, Maria Rita Viaggi, Katia Svizzero, Alessandra Canale ed altre ancora, alle quali poi si sono andate ad aggiungere, dalla fine degli anni settanta, anche quelle delle varie TV private (Eleonora Brigliadori, Gabriella Golia, Patricia Pilchard, Fiorella Pierobon, Cinzia Lenzi, Fabrizia Carminati, Alessandra Buzzi, Emanuela Folliero, Cinzia Sgambati, Sissi Carullo, Raffaella Bragazzi, Paola Rota ecc...).

### Glispeakerattuali
In molti casi gli speaker non compaiono in video e operano come "voci fuori campo visivo", ad esempio in documentari, in annunci promozionali, nei comunicati elettorali, nelle previsioni del tempo e nelle estrazioni del Lotto. Attualmente tra gli speaker Rai, ancora chiamati annunciatori, figurano Alessia Patacconi, Paola Favaro, Morgana Giovannetti.

## Glispeakerdelle radio private

### Evoluzione storica
In Italia, accanto agli speaker del servizio pubblico, dal 1975 in poi, si affiancano quelli delle neonate radio private; i nuovi annunciatori sono meno formali, non leggono solo testi ma diventano anche intrattenitori e in alcuni casi anche giornalisti.
Per definizione, ogni speaker delle radio private è anche autore di sé stesso. Tuttavia nel corso del tempo la figura dell'autore radiofonico ha affiancato quella dello speaker nella preparazione delle trasmissioni radiofoniche delle radio private.
Lo stile di conduzione è molto cambiato dal 1975 a oggi.

### Caratteristiche e pionieri
Nelle radio private il ruolo dell'annunciatore classico (che dice "Va ora in onda...") non è mai esistito: qui la figura dello speaker si confonde con quella di altri professionisti quali il DJ, che sceglie e presenta la programmazione musicale, il vero e proprio conduttore radiofonico e, avendo licenza di comunicare le notizie (specie se di carattere locale o di servizio), anche con il giornalista. Insomma, nelle radio private lo speaker diventa, genericamente, la voce stessa della radio.
Tra i pionieri del campo vi furono, tra gli altri, Awana Gana e Jocelyn Hattab dai microfoni di Radio Monte Carlo. Senza dimenticare, in Sicilia, il giornalista Peppino Impastato che fu la voce della locale Radio Aut.
Grazie ai molti speaker delle prime radio private e locali (le cosiddette radio libere), alcuni dei quali rimasti pressoché anonimi, è nata la moderna radio, competitiva e dinamica.